# (747) Уинчестер
(747) Уинчестер (англ. Winchester) — крупный астероид Главного пояса, который был открыт 7 марта 1913 года американским астрономом Джоэлом Меткалфом и назван в честь американского города Уинчестер (штат Массачусетс, США), откуда первооткрыватель вёл свои наблюдения.

Орбита астероида Уинчестер и его положение в Солнечной системе
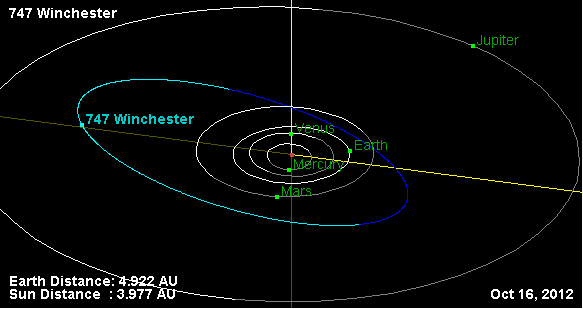
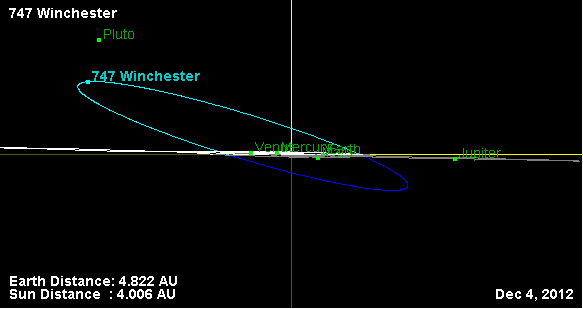

Фотометрические наблюдения, проведённые в 2007 году в обсерватории Palmer Divide, позволили получить кривые блеска этого тела, из которых следовало, что период вращения астероида вокруг своей оси равняется 9,4146 ± 0,0002 часам, с изменением блеска по мере вращения 0,16 ± 0,02 m.